# Tom Moring
Tom Arne Moring, född 11 maj 1952 i Helsingfors, är en finlandssvensk forskare och journalist.
Moring blev politices doktor 1990. Hans journalistiska karriär är knuten till Finlands rundradio, där han var reporter 1972–1983, redaktionschef 1983–1984 och programdirektör 1993–1997. Sedan 1998 är han professor i kommunikation och journalistik vid Svenska social- och kommunalhögskolan.
Moring har intresserat sig för minoriteters medier i ett brett internationellt perspektiv och verkade 1999–2001 som generalsekreterare för de språkliga minoriteternas organ i Bryssel. Han valdes 2002 till ordförande i styrelsen för HSS Media som bland annat utger Vasabladet och Jakobstads Tidning. År 2013 utsågs han till hedersdoktor vid Stockholms universitet.